# أوسكار زايدلين
أوسكار زايدلين (1911 – 1984) (بالإنجليزية: Oskar Seidlin)‏ كاتب أمريكي من أصل ألماني، وبروفيسور للغة والأدب الألماني. اسمه الأصلي أوسكار كوبلوفيتس.
ولد لعائلة يهودية في شورزوف في شليزيا العليا، ودرس الأدب والفلسفة في فرايبوج وبرايسجاو وفرانكفورت على الماين، وكان يحضر محاضرات تيودور أدورنو. وفي عام 1933 هاجر إلى سويسرا حيث عمل محررا في العديد من المجلات. وفي عام 1936 حصل على درجة الدكتوراه من جامعة بازل برسالة حول أوتو برام.
وفي عام 1938 هاجر إلى الولايات المتحدة، وانضم للجيش الأمريكي، واشترك أثناء الحرب في التعاون العسكري ضد النازيين، نظرا للغته الألمانية. وخرج من الجيش عام 1946.
وفي عام 1946 عين بروفيسورا للغة والأدب الألماني في جامعة أوهايو الحكومية. وهناك تعرف على ديتر كونتس المختص بالأدب الألماني، وصار صديقا له حتى آخر أيامه. ثم ذهب إلى جامعة إنديانا وظل بها حتى عام 1979. ومات عام 1984.
منحته الأكاديمية الألمانية للغة والأدب في عام 1968 جائزة فريدريش جوندولف، لمساهمته في نشر وتقديم الثقافة الألمانية في الخارج.

## كتاباته
نشر زايدلين الكثير من الأعمال بالإنجليزية والألمانية على حد سواء، في مجال تاريخ الأدب الألماني وأولها رسالة الدكتوراه حول «أوتو برام ناقداً». وفي عام 1947 بدأت شهرته العلمية حين نشر في الولايات المتحدة مقالا من 29 صفحة حول «ملحمة فاوست» لجوته.
كما نشر كتبا حول تاريخ الأدب الألماني بشكل عام. وكتب العديد من الدراسات حول كل من جوته وبرينتانو وأيشندورف وجرهارت هاوبتمان وتوماس مان. وفي عام 1975 أصدر مجموعة الرسائل المتبادلة بين أرتور شنيتسلر وأوتو برام.
أما كتابه «التفاحة الذهبية» فقد نشره من وحي تجاربه أثناء الحرب العالمية الثانية، ويصنف ضمن الأدب الموجه إلى الشباب. كما له كتب في أدب الأطفال.
كما له ديوان من الشعر نشره عام 1938 بعنوان «كتاب الصور الخاص بي» Mein Bilderbuch.